# آسين (أسرة حاكمة)

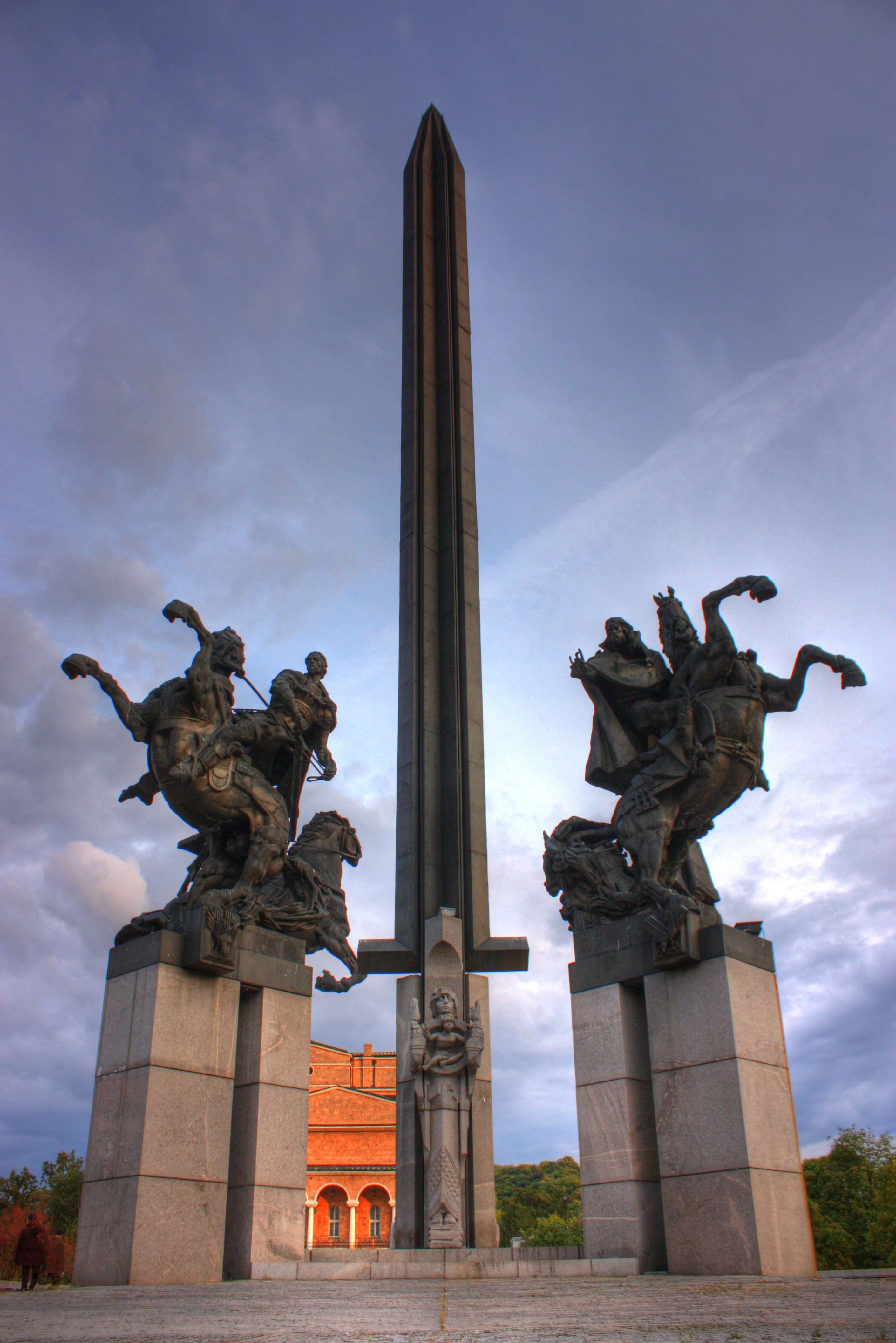
نصب تذكاري لسلالة آسين في عاصمتهم فيليكو تارنوفو ، بلغاريا ، النحات: كروم داميانوف

سلالة آسين (بالبلغارية: Асеневци)‏ هي سلالة مؤسسة وحاكمة للدولة البلغارية في العصور الوسطى، والتي تسمى في التأريخ الحديث بالإمبراطورية البلغارية الثانية، حكمت سلالة آسين بين عامي 1185 و 1280.
أصبحت سلالة آسين حاكمة لبلغاريا بعد حدوث تمرد ضد الإمبراطورية البيزنطية (عُرف باسم انتفاضة آسين وبيتر) في مطلع العام 1185/1186 بسبب زيادة الضرائب على سكان جبال الهايموس (الاسم السابق لـ جبال البلقان).
أشار الحكام الأوائل من سلالة آسين (خاصة كالويان) إلى أنفسهم بلقب «أباطرة البلغار والفلاش». بينما أطلق الحكام اللاحقون من هذه السلالة على أنفسهم (وخاصة إيفان آسن الثاني) لقب «قياصرة (أباطرة) البلغار واليونانيين». وقد دخل بعض أفراد عائلة آسين الخدمة في الإمبراطورية البيزنطية في القرنين الثالث عشر والرابع عشر.
يستخدم اسم هذه العائلة أيضًا كإسم عائلة في اللغة اليونانية الحديثة، حيث من المحتمل أن يكون لهما علاقة ببعضهما.